# Maniérisme du Nord

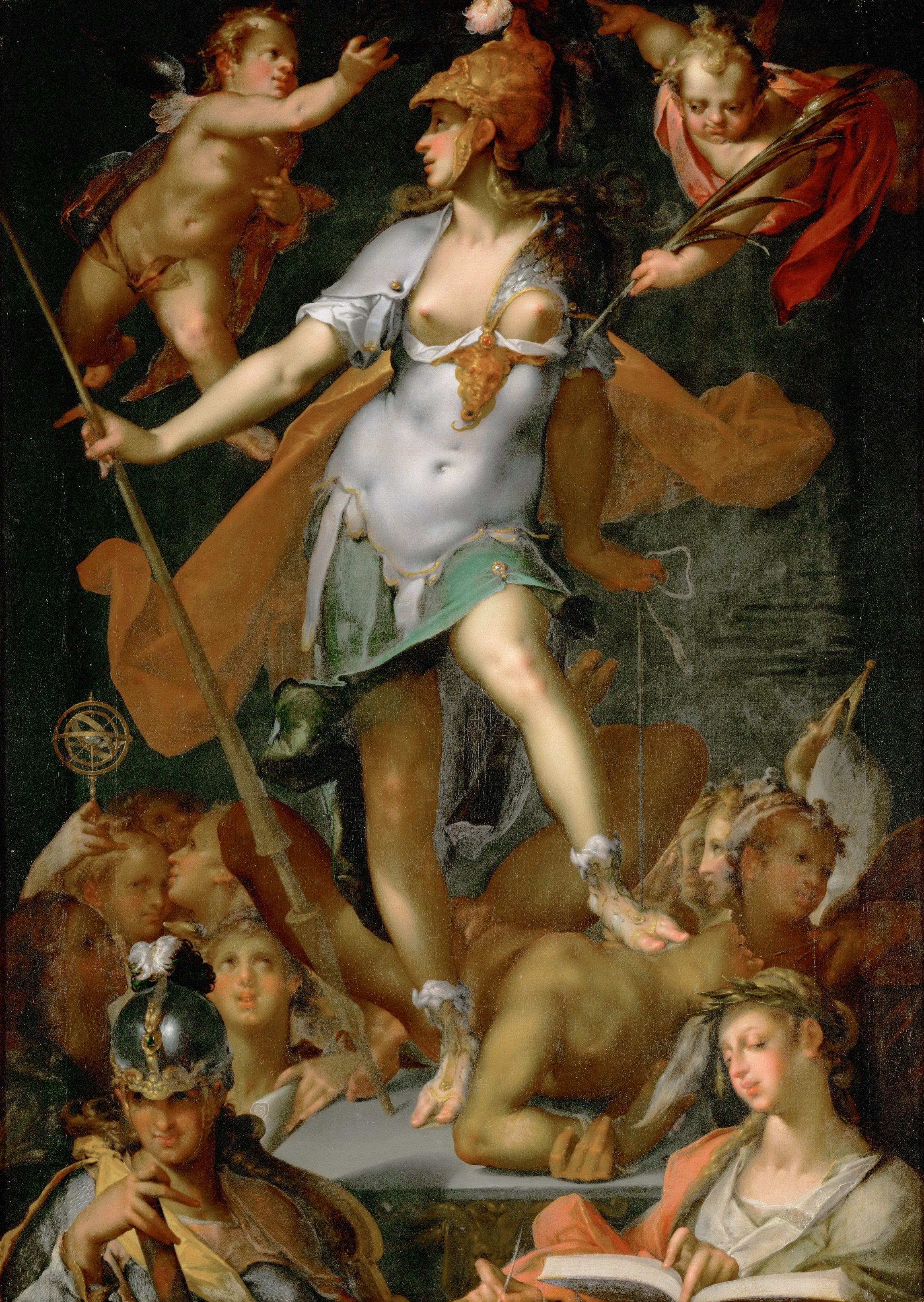
Minerve triomphant de l’Ignorance de Bartholomeus Spranger, 1591.

Le maniérisme du Nord ou maniérisme nordique désigne les formes du maniérisme dans les arts visuels au nord des Alpes entre le XVIe et le début du XVIIe siècle.

## Description
À partir du milieu du siècle, on trouve en France, en particulier dans la période 1530-1550, à Prague à partir de 1576, et aux Pays-Bas dans les années 1580[Information douteuse], en particulier dans les ornements architecturaux, des styles issus en grande partie du maniérisme italien.
Au cours des quinze dernières années du XVIe siècle, alors que le maniérisme était en train de passer de mode en Italie, il s’est largement répandu, en grande partie grâce aux estampes, à travers l’Europe du Nord. En peinture, il a eu tendance à reculer rapidement, dès le XVIIe siècle, sous l’influence du Caravage et du premier baroque. Cependant, en architecture et dans les arts décoratifs, son influence a été plus durable.

## Contexte

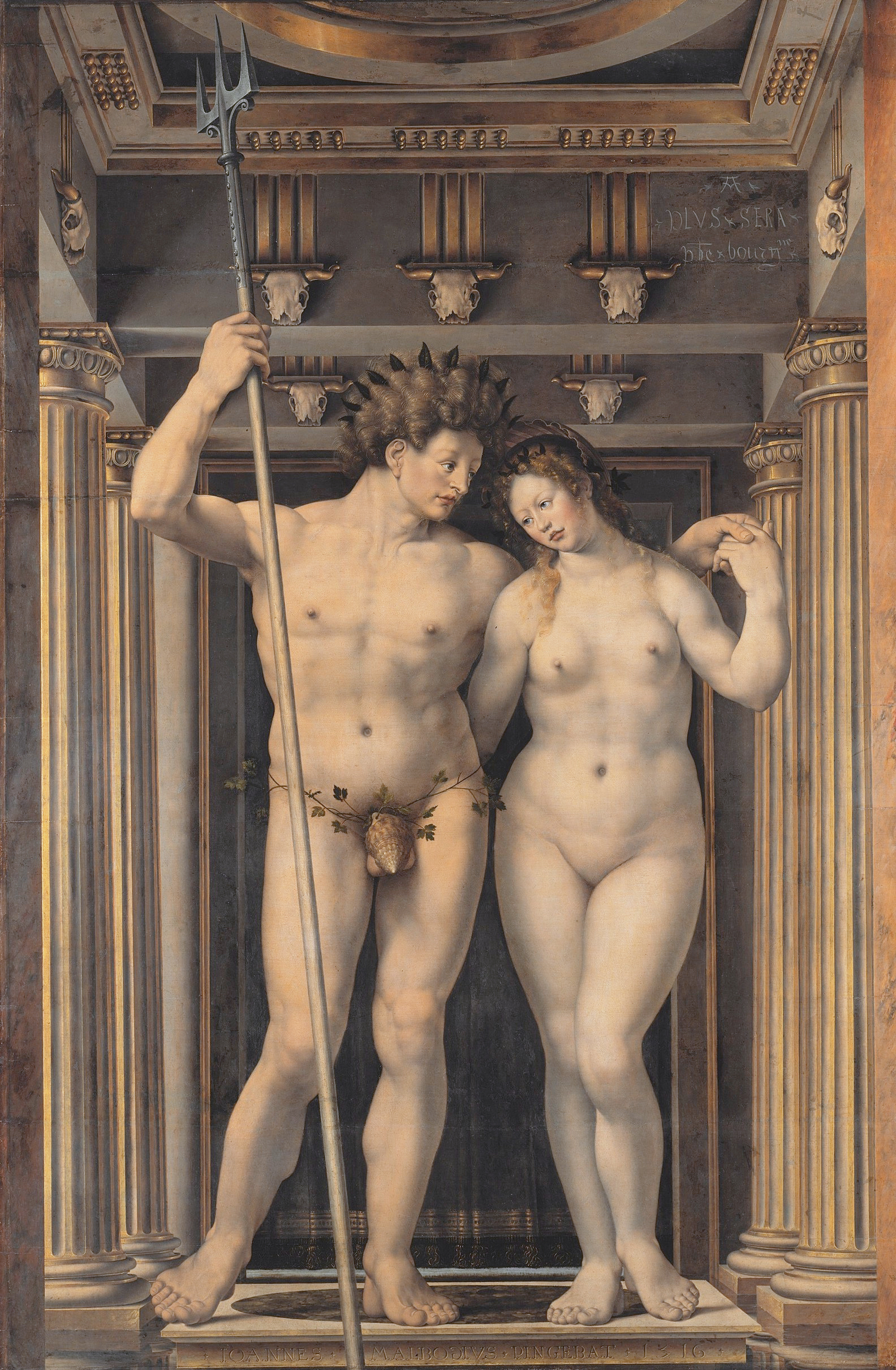
Neptune et Amphitrite de Mabuse, 1516.

L’art sophistiqué du maniérisme italien s’est développé dans les années 1520 en réaction au style classique de la Renaissance. Comme l’explique l'historien de l'art Henri Zerner : « Le concept de maniérisme – si important de la critique moderne et notamment au gout renouvelé pour l’art de Fontainebleau – désigne un style en opposition au classicisme de la Haute Renaissance italienne incarnée d’abord par Andrea del Sarto à Florence et Raphaël à Rome ».
Les artistes du maniérisme italien bafouaient les conventions de la Renaissance, souvent en complicité avec un public italien fin connaisseur des précédents styles de la Renaissance. Ce n’était pas le cas en Europe du Nord, où le style dominant restait gothique. Dans les premières décennies du XVIe siècle, plusieurs artistes d’envergure internationale, comme Albrecht Dürer, Hans Burgkmair et d’autres en Allemagne, ainsi que l’école au nom trompeur de maniérisme anversois, ont réalisé différentes synthèses entre les styles renaissant et gothique. Les Romanistes, dont nombre des principaux représentants avaient voyagé en Italie, ont été plus complètement influencés par l’art italien de la Renaissance et les aspects du maniérisme. La peinture flamande étant généralement la plus avancée en Europe du Nord depuis le XVe siècle, les meilleurs artistes flamands ont été les mieux à même de suivre, fût-ce avec retard, l’évolution italienne.
Le problème n’a fait qu’augmenter avec chaque nouvelle génération d’artistes : alors que les œuvres produites au Nord continuaient d’assimiler peu à peu les aspects du style renaissant, l’art italien le plus avancé entrait dans une escalade de complexité et de sophistication délibérée qui devait sembler constituer, pour les clients et les artistes du Nord, un monde à part qui jouissait néanmoins d’une réputation et d’un prestige impossible à ignorer.

## France

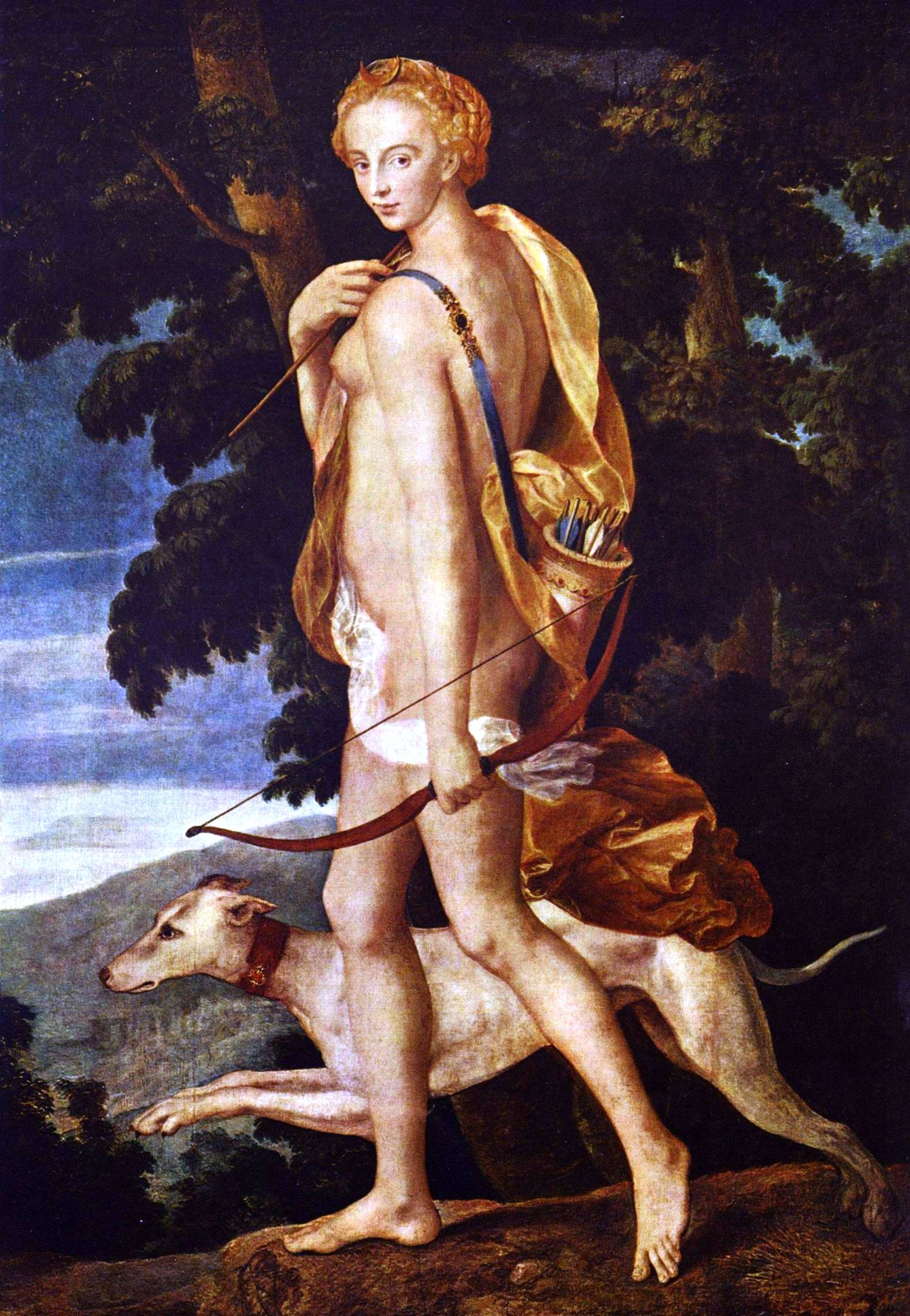
Diane, École de Fontainebleau.

La France a reçu des apports directs du style italien avec la première école de Fontainebleau où, à partir de 1530, plusieurs artistes florentins de la qualité avaient été engagés, avec quelques assistants français, pour décorer le château de Fontainebleau. Les plus notables de ces artistes sont Rosso Fiorentino, Le Primatice et Nicolò dell'Abbate, tous restés en France jusqu’à leur mort. Cette rencontre a donné naissance à un style français mâtiné de forts éléments maniéristes alors en mesure de largement se développer indépendamment. Jean Cousin l'Ancien, par exemple, a peint des œuvres, comme Eva Prima Pandora et la Charité, dont les nus sinueux et allongés sont visiblement inspirés des principes artistiques de l’école de Fontainebleau. Son fils, Jean Cousin le Jeune, dont la plupart des œuvres n’ont pas survécu, et Antoine Caron lui ont succédé dans cette tradition, en produisant une version troublée de l’esthétique maniériste dans le contexte des guerres de religion. L’iconographie des œuvres figuratives était surtout mythologique, avec une insistance tout particulière sur Diane chasseresse en référence à la fonction d’origine de Fontainebleau, mais aussi homonyme de Diane de Poitiers, maitresse et muse d’Henri II, et de surcroit chasseuse passionnée. Sa figure mince, athlétique et ses longues jambes « se sont fixées dans l’imaginaire érotique ».
Même sans l’avantage d’un contact d’une telle amplitude avec des artistes italiens, les autres parties de l’Europe du Nord ont ressenti l’influence du style maniériste à travers les estampes et les ouvrages illustrés, le voyage des artistes en Italie, l’exemple individuel d’artistes italiens exerçant leur art dans ces pays et l’acquisition d’œuvres italiennes par les souverains et autres.

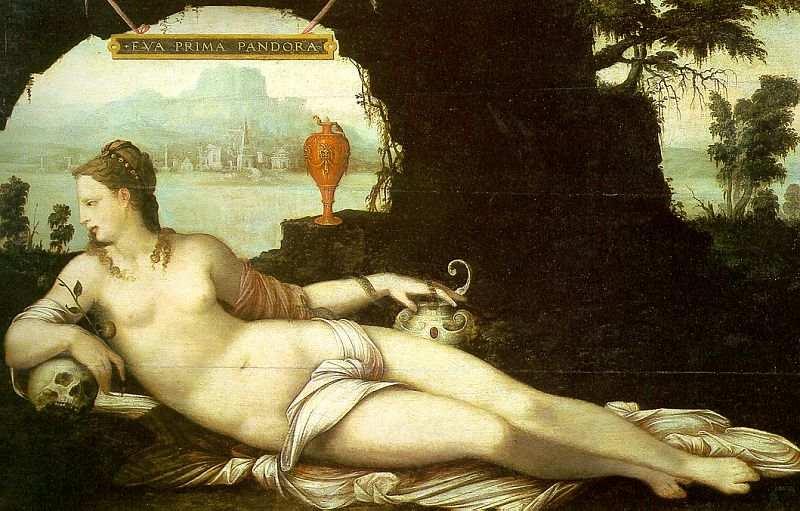
Eva Prima Pandora de Jean Cousin l’Ancien, v. 1550.

Une grande partie du travail le plus important à Fontainebleau a pris la forme de reliefs en stuc, souvent exécutés par des artistes français sur les dessins d’Italiens (puis reproduits en gravures). Le style de Fontainebleau a touché la sculpture française plus fortement que la peinture française. Medardo Rosso semble avoir été à l’origine du style où les énormes cadres en stuc dominent les peintures enchâssées avec des entrelacs ornés de hauts reliefs éclatants, des guirlandes de fruits et l’abondance des figures de nymphes nues, et qui a exercé une grande influence sur le vocabulaire ornemental du maniérisme dans toute l’Europe, propagé par des livres d’ornement et d’estampes de Jacques Ier Androuet du Cerceau et autres. Dans l’ameublement, les meubles en noyer de haut style réalisés dans des centres urbains comme Paris et Dijon, se sont plu à orner les dressoirs et les buffets de cadrages en entrelacs et de supports sculpturaux. En poterie, l’esthétique de la faïence de Saint-Porchaire, mystérieuse et sophistiquée et dont seules soixante pièces environ survivent, est similaire.
Outre Fontainebleau lui-même, les autres bâtiments d’importance décorés dans le style maniériste sont le château d'Anet (1547-1552) pour Diane de Poitiers, et certaines parties du Louvre. À l’exception du portrait, ce style a été promu par le mécénat artistique de Catherine de Médicis, dont les fêtes régulières à la cour étaient les seules au Nord à rivaliser avec les entrées et les intermèdes, tous très dépendants des arts visuels, de la cour de Médicis à Florence. Après un intermède au plus fort des guerres de Religion, où le travail à Fontainebleau a été abandonné, les artistes locaux ont donné naissance, dans les années 1590, à une « seconde école de Fontainebleau ».

## Pays-Bas

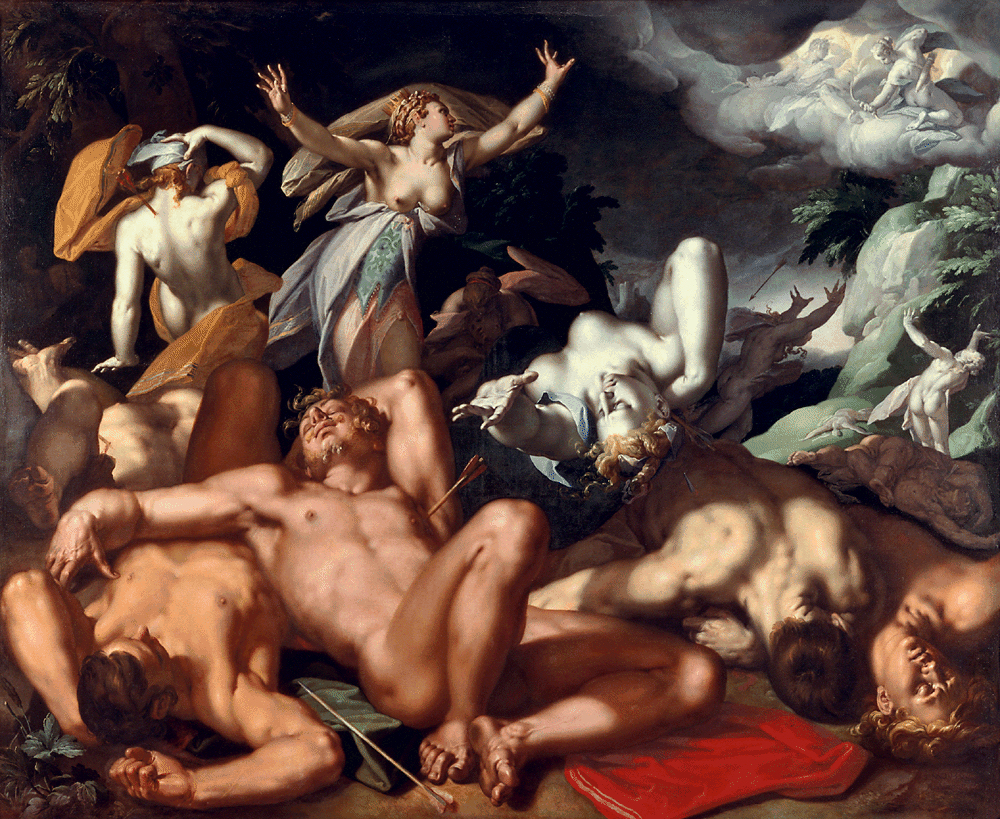
Niobe pleurant ses enfants d’Abraham Bloemaert, 1591.

À la différence des artistes de Fontainebleau ou de Prague, le maniérisme n’a constitué, pour les artistes de la dernière phase flamande du mouvement, qu’une phase par laquelle ils sont passés avant de passer à un style influencé par le Caravage.[pas clair]
Pour le plus grand graveur de son époque, Hendrik Goltzius, sa phase la plus maniériste, sous l’influence de Bartholomeus Spranger, n’a duré que durant les cinq ans entre 1585, lorsqu’il a gravé sa première estampe d’après l’un des dessins de Spranger rapportés de Prague par Carel van Mander, jusqu’à son voyage à Rome en 1590, dont il est revenu « un artiste changé. À compter de cette date, il cesse de produire des gravures d’après les extravagances de Spranger. Les hommes à la musculature monstrueuse et les nus féminins aux proportions démesurément allongées avec des têtes minuscules font place à des figures aux proportions et aux mouvements plus normaux. » L’œuvre de Spranger « a eu un effet important et immédiat dans le Nord des Pays-Bas », et les artistes d’autres villes ont émulé le groupe connu sous le nom de « maniéristes d’Haarlem », notamment Goltzius, van Mander et Cornelis Cornelisz van Haarlem.

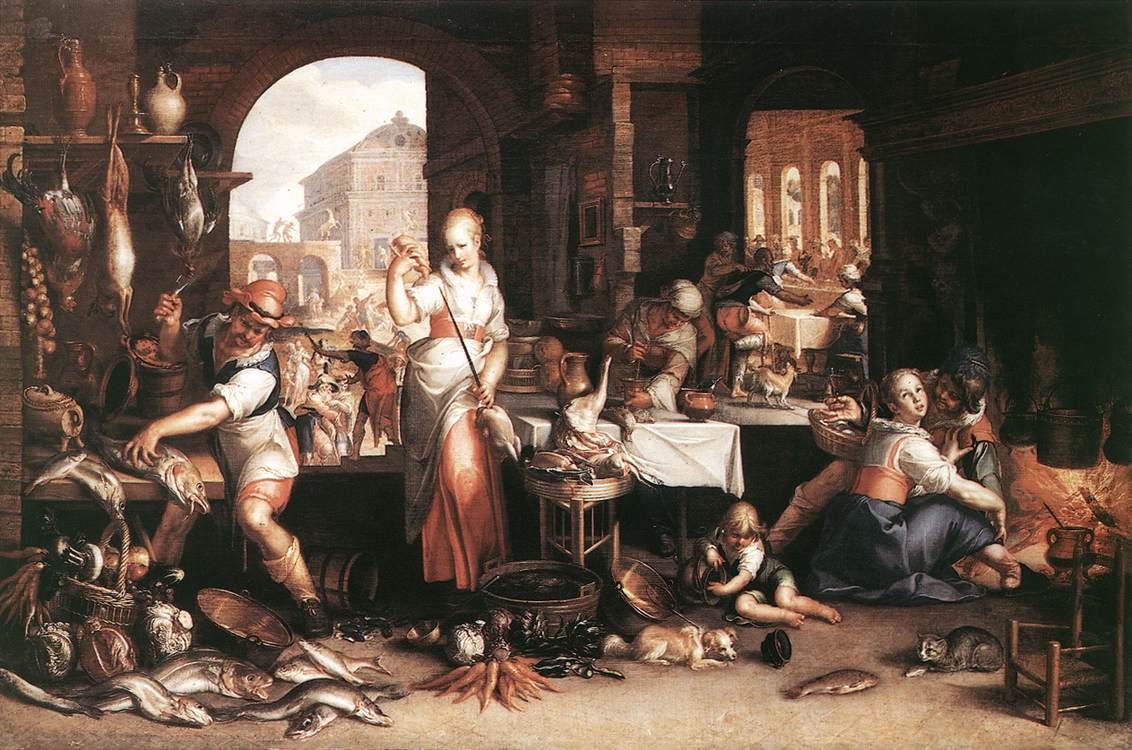
La scène de cuisine de Joachim Wtewael se présente comme une allégorie élaborée avec des passages virtuoses de nature morte, 1605.

En partie parce que la plupart de ses disciples flamands n’avaient vu l’œuvre de Spranger qu’au travers de gravures et de dessins pour la plupart très libres, ils n’ont pas adopté sa manière plus picturale et ils ont conservé la technique plus resserrée et plus réaliste de leur formation. Beaucoup de peintres maniéristes hollandais pouvaient changer de style en fonction de leur sujet ou de leur commission, pour continuer à produire des portraits et des scènes de genre dans le style basé sur la tradition locale tout en travaillant sur des peintures de style très maniériste. Le style classique proto-baroque plus apaisé vers lequel Goltzius a évolué après son retour d’Italie a influencé nombre d’autres artistes.
Établi à Utrecht après son retour d’Italie en 1590, Joachim Wtewael, qui a plus subi l’influence des maniéristes italiens que de Prague, a également continué à produire des scènes de cuisine et des portraits à côté de ses divinités nues. À la différence de beaucoup, notamment de son compatriote d’Utrecht, Abraham Bloemaert, une fois le répertoire de style de Wtewael formé, celui-ci n’en changea plus jusqu’à sa mort, survenue en 1631.

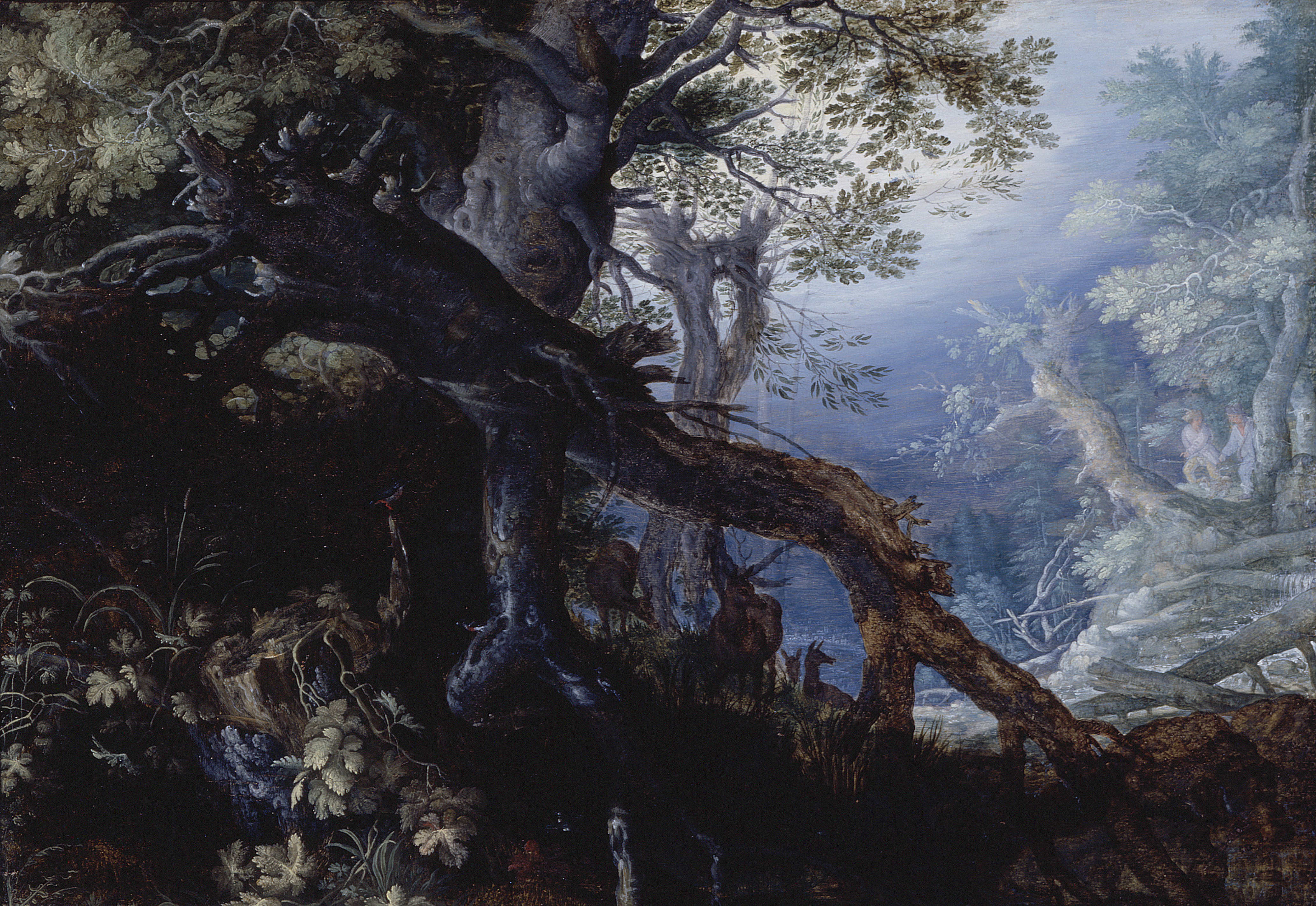
Forêt avec des cerfs de Roelandt Savery, 1608-1610. Un paysage moins typique mais en prospective.

Les styles réalistes traditionnels du Nord, qui avaient continué à se développer grâce à Pieter Brueghel l'Ancien et d’autres artistes pour dominer la peinture de l’Âge d’or hollandais au siècle suivant, constituaient également une alternative pour les peintres des Pays-Bas. Malgré sa visite en Italie, Brueghel ne peut certainement pas être traité de maniériste, mais tout comme ses peintures ont été vivement collectionnées par Rodolphe, les artistes maniéristes, au nombre desquels Gillis van Coninxloo et Jan Brueghel l'Ancien, l’ont suivi dans le développement du paysage comme sujet. La peinture de paysage était reconnue comme une spécialité néerlandaise en Italie, où étaient installés plusieurs paysagistes du Nord, comme Paul et Matthijs Bril, ainsi que les Allemands Hans Rottenhammer et Adam Elsheimer, ce dernier constituant une figure importante du style baroque primitif. La plupart peignaient toujours des panoramas flamands d’un point de vue élevé, avec de petites figures formant un sujet précis, mais Gillis van Coninxloo a suivi la première école du Danube et Albrecht Altdorfer dans le développement des paysages forestiers purs vus de près dans ses œuvres à partir d’environ 1600, ce qui a été repris, entre autres, par son élève Roelandt Savery. Bloemaert a peint de nombreux paysages conciliant ces types en combinant des arbres de près, avec des figures et une petite vue lointaine au-dessus d’un côté. Les premiers paysages de Paul Brill étaient nettement maniéristes dans leur artificialité et leurs effets décoratifs surchargés, mais après la mort de son frère, il a progressivement évolué, peut-être sous l’influence d’Annibale Carracci, vers un style plus restreint et plus réaliste.

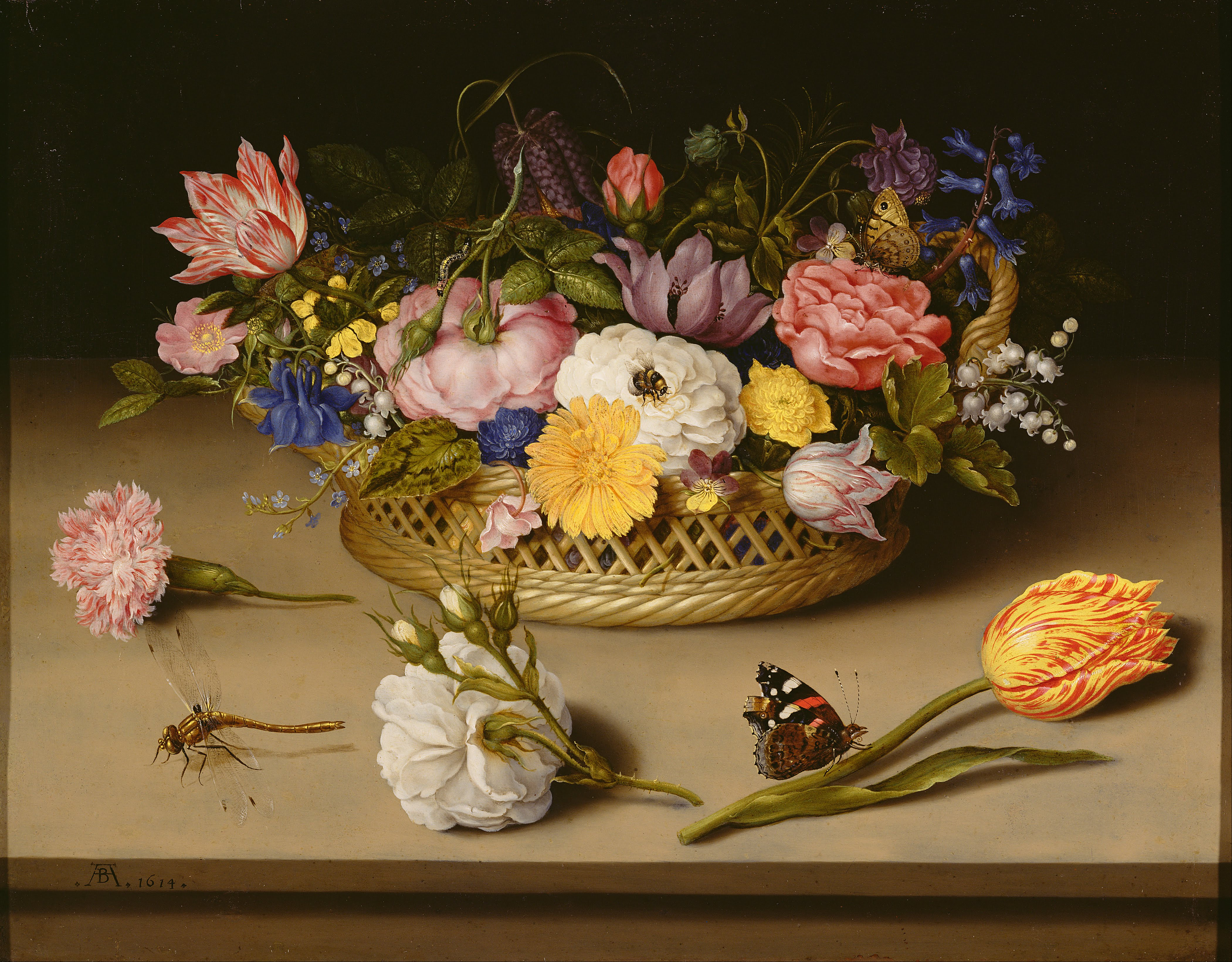
Nature morte d’Ambrosius Bosschaert, 1614.

Le genre de la nature morte, dépeignant la plupart du temps des fleurs et des insectes, est également apparu pendant cette période, a réorienté le but de la tradition héritée des derniers miniaturistes flamands, style dans lequel Jan Brueghel l’Ancien a également peint. Ces sujets avaient la faveur tant des clients aristocratiques que du marché bourgeois, qui était bien plus considérable aux Pays-Bas, surtout dans le nord protestant, après le mouvement de révolte des populations, où la demande pour les œuvres religieuses était passablement inexistante.
Carel van Mander, plus connu aujourd’hui surtout comme écrivain d’art que comme artiste, tout en approuvant la hiérarchie italienne des genres qui plaçait la peinture d’histoire au sommet, était plus prêt que Vasari et les autres théoriciens italiens – notamment Michel-Ange, qui ne faisait aucun cas des formes d’art qu’il jugeait « inférieures » – à accepter la valeur d’autres spécialités artistiques et à accepter que de nombreux artistes s’y spécialisent, si leur talent les y portait. Dès la fin du siècle, la spécialisation de nombreux artistes dans les différents genres était bien avancée à la fois dans les Pays-Bas et à Prague, comme le montrent les deux fils de Bruegel, Jan et Pieter, même si tous deux ont eu plus d’une spécialité au cours de leur carrière, ce qui était également courant à cette époque. Même si les marchands d’art pouvaient acheter des paysages, des scènes de la vie paysanne, des marines et des natures mortes pour se constituer des réserves, et qu’il existait toujours une demande pour les bons portraits, la demande pour la peinture d’histoire était inférieure à l’offre potentielle, et de nombreux artistes, comme Cornelis Ketel, se sont vus contraints de se spécialiser dans l’art du portrait : « les artistes cheminent sur cette route sans plaisir », selon van Mander.

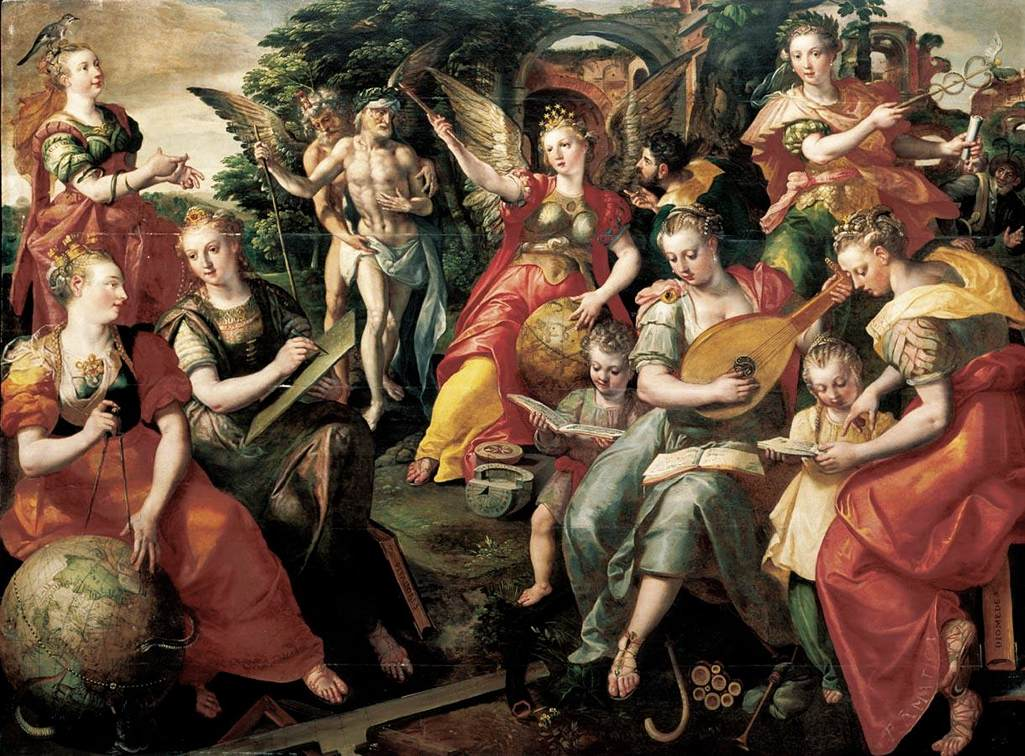
Les Sept Arts libéraux de Maarten de Vos, 1590.

Les peintres maniéristes des provinces méridionales des Flandres habsbourgeoises désormais séparées de façon permanente ont, en fait, été moins influencés par Prague que ceux des Provinces-Unies. Ils avaient plus facilement accès à l’Italie, où résidait Denis Calvaert depuis l’âge de vingt ans à Bologne, même si la majeure partie de son œuvre était vendue en Flandre. Maarten de Vos et Otto van Veen s’y étaient tous deux rendus ; Van Veen, qui avait effectivement travaillé dans la Prague de Rodolphe, était le fondateur de la Guilde des romanistes, un club anversois pour les artistes ayant visité Rome. Ils étaient plus conscients des tendances récentes de l’art italien, et de l’émergence du style baroque, qui allait bientôt déferler sur l’art flamand avec Rubens, l’élève de Van Veen de 1594 à 1598. Les œuvres religieuses des artistes flamands étaient également soumises, en réaction aux virtuosités les plus extrêmes du maniérisme, aux décrets du concile de Trente vers un style plus clair, plus monumental comparable à la maniera grande italienne. Dans les retables de de Vos, par exemple, « un maniérisme tempéré est associé à une préférence pour un récit plus conforme à la tradition flamande ».

## Diffusion

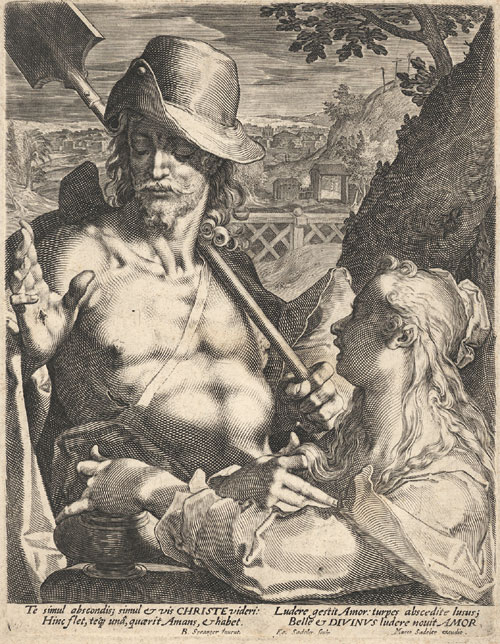
Noli me tangere. Le Christ jardinier avec Marie-Madeleine, gravure d’Egidius Sadeler d’après Bartholomeus Spranger, 1598.

Les gravures ont constitué un important moyen de diffusion du style maniériste. Le style du maniérisme du Nord « se prêtait admirablement à la gravure, et a inspiré la production d’une succession de chefs-d’œuvre de gravure ». Lors de la vague maniériste, Goltzius était déjà le plus célèbre graveur des Pays-Bas et, malgré les perturbations de la guerre, lui et les autres graveurs flamands étaient connectés aux efficaces circuits de distribution à travers l’Europe, à l’origine centrés sur Anvers, mis en place au cours des cinquante années précédentes.
Il n’en est pas allé de même pour la gravure à Fontainebleau où, sur le plan technique, la qualité des estampes (exceptionnellement, toutes gravées, pour la période), réalisées dans une période d’intense activité environ de 1542 à 1548 en petit nombre et surtout présentes en France, était plutôt inégale. De meilleure qualité, les estampes réalisées à Paris de 1540 à 1580 environ, ont connu une plus large diffusion. Apparemment directement tirées de dessins pour la décoration du palais, la plupart des gravures de Fontainebleau se composaient entièrement ou en grande partie de cadres décoratifs ou de cartouches, même si la taille de Fontainebleau était telle que ceux-ci pouvaient contenir plusieurs figures en pied. Les variations sur les cadrages élaborés, comme s’ils étaient faits de parchemin coupé, roulé et percé, dans des plans d’encadrement décoratif, les pages de titre gravées et les meubles sculptés et marquetés, se sont prolongés jusqu’au XVIIe siècle.

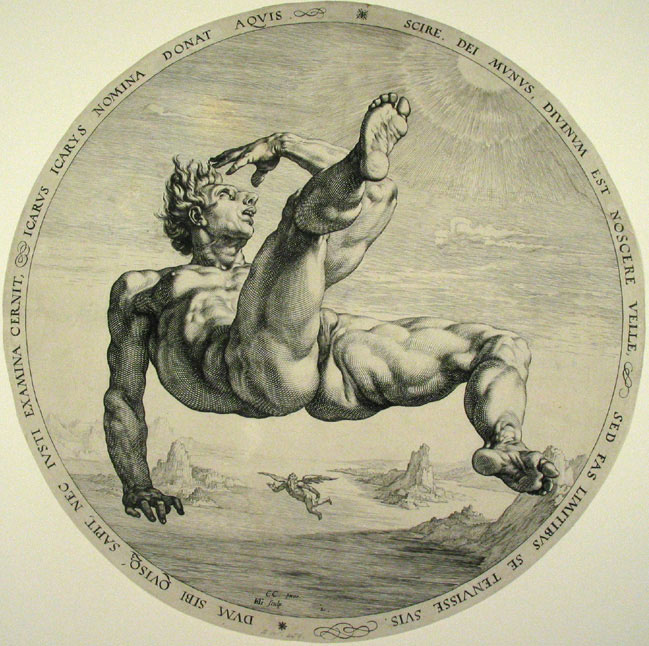
Icare d’Hendrik Goltzius (1588), New York Public Library.

L’ornement imprimé maniériste qui, au sens un peu plus large du mot, était bien plus facile à produire, que l’application risquée d’un maniérisme extrême à de grandes compositions de figures, s’était diffusé à travers l’Europe bien avant la peinture sous la forme d’images, de gravures, de portraits, de frontispices de livres, tout comme les portes et les cheminées élaborées de l’architecture maniériste, les livres d’ornement pour les artistes et les artisans, et les livres d’emblèmes. À partir de ces travaux et par leurs propres moyens, les orfèvres, fabricants de meubles et de cadres, et les artisans de nombreux autres objets d’artisanat ont développé la nomenclature de l’ornement maniériste. L’ouvrage de Dietterlin, Architectura de 1593-4, produite dans le microcosme relativement isolé de Strasbourg, constitue la plus extrême des applications du style maniériste à l’ornement architectural.

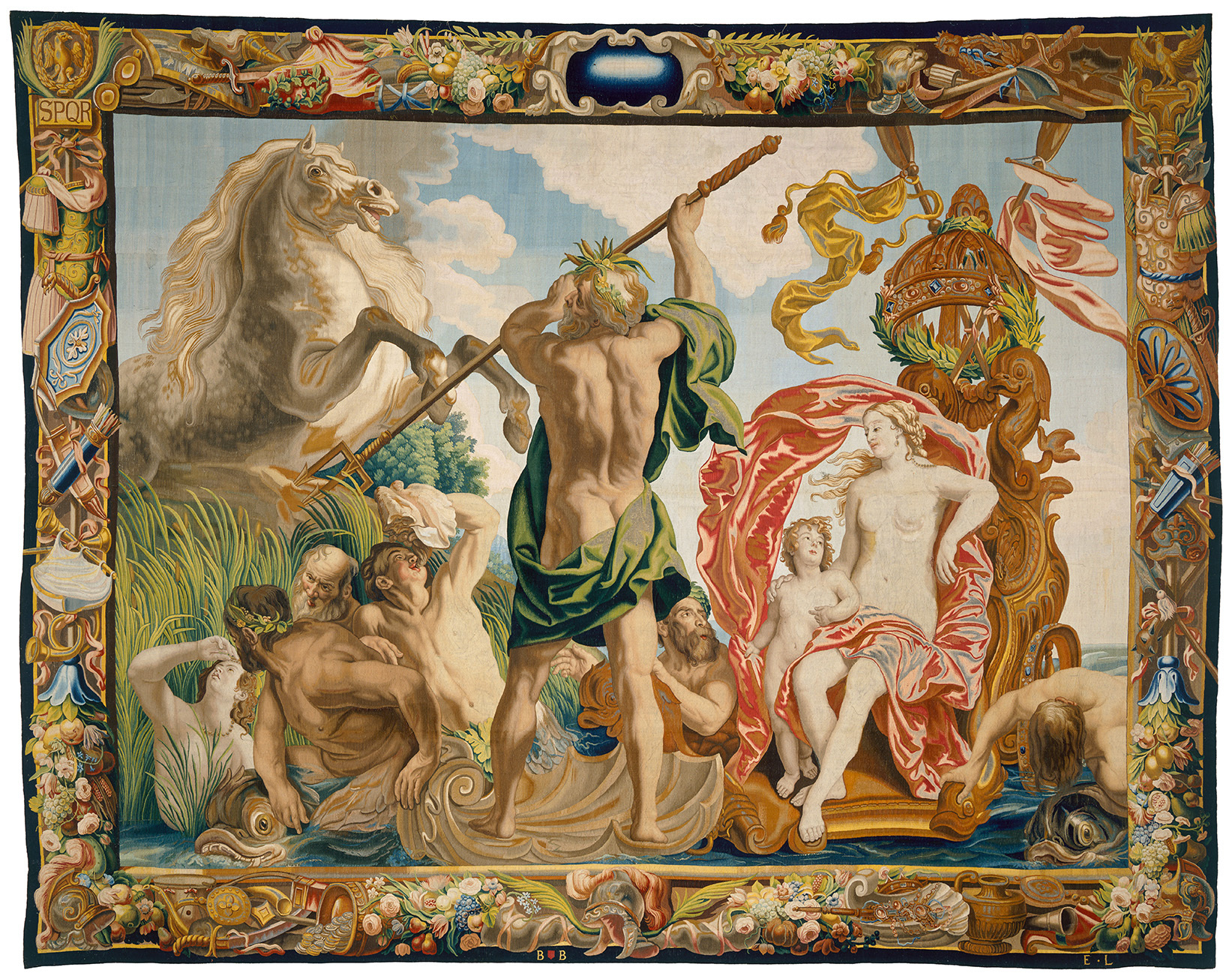
Leçons d’équitation, création du cheval pour Athènes, fils de soie, de lin, d’or et d’argent, tapisserie de Bruxelles d’Everard Leyniers sur un carton de Jacob Jordaens, milieu du XVIe siècle.

Dans les arts décoratifs, l’orfèvrerie du Nord a fourni un véhicule naturel à la verve visuelle et à la sophistication du maniérisme. La mise en valeur des bijoux par des pierres précieuses et des émaux colorés, dans lesquels les perles déformées dites « baroques » pouvaient former des torses humains ou animaux, à la fois comme bijoux de parure personnelle et comme objets dignes du cabinet de curiosités en ont fait, avant tout, un style de cour. Les aiguières et les vases arborent des formes fantasmagoriques, tout comme les coupes avec l’onyx ou les bols en agate, et les salières élaborées comme la Saliera de Benvenuto Cellini, le sommet de l’orfèvrerie maniériste, terminée en 1543 pour François Ier avant d’être donnée à un autre grand collectionneur, Ferdinand de Tyrol. Wenzel Jamnitzer et son fils Hans, orfèvres pour nombre de saints empereurs romains, dont Rodolphe, étaient sans pareil dans le Nord. Les orfèvres ont réalisé des tasses couvertes et des aiguières et des plateaux richement forgés, strictement destinés à l’apparat, intégrant peut-être les grands coquillages désormais rapportés des tropiques et « estimés comme art produit par la nature ». Aux Pays-Bas, la famille d’orfèvres van Vianen a développé un « style auriculaire anamorphique unique » employant des contorsions et des motifs cartilagineux anti-architecturaux.
Les sculpteurs maniéristes ont produit des bronzes grandeur nature, mais la majeure partie de leur production consiste en tirages de petits bronzes, souvent des versions réduites de grandes compositions, destinés à être tenus et tournés dans la main pour être appréciés. Ils ont aussi eu recours aux petits panneaux en bronze en bas-reliefs, souvent dorés, dans divers contextes, comme sur la couronne de l’empereur Rodolphe II.

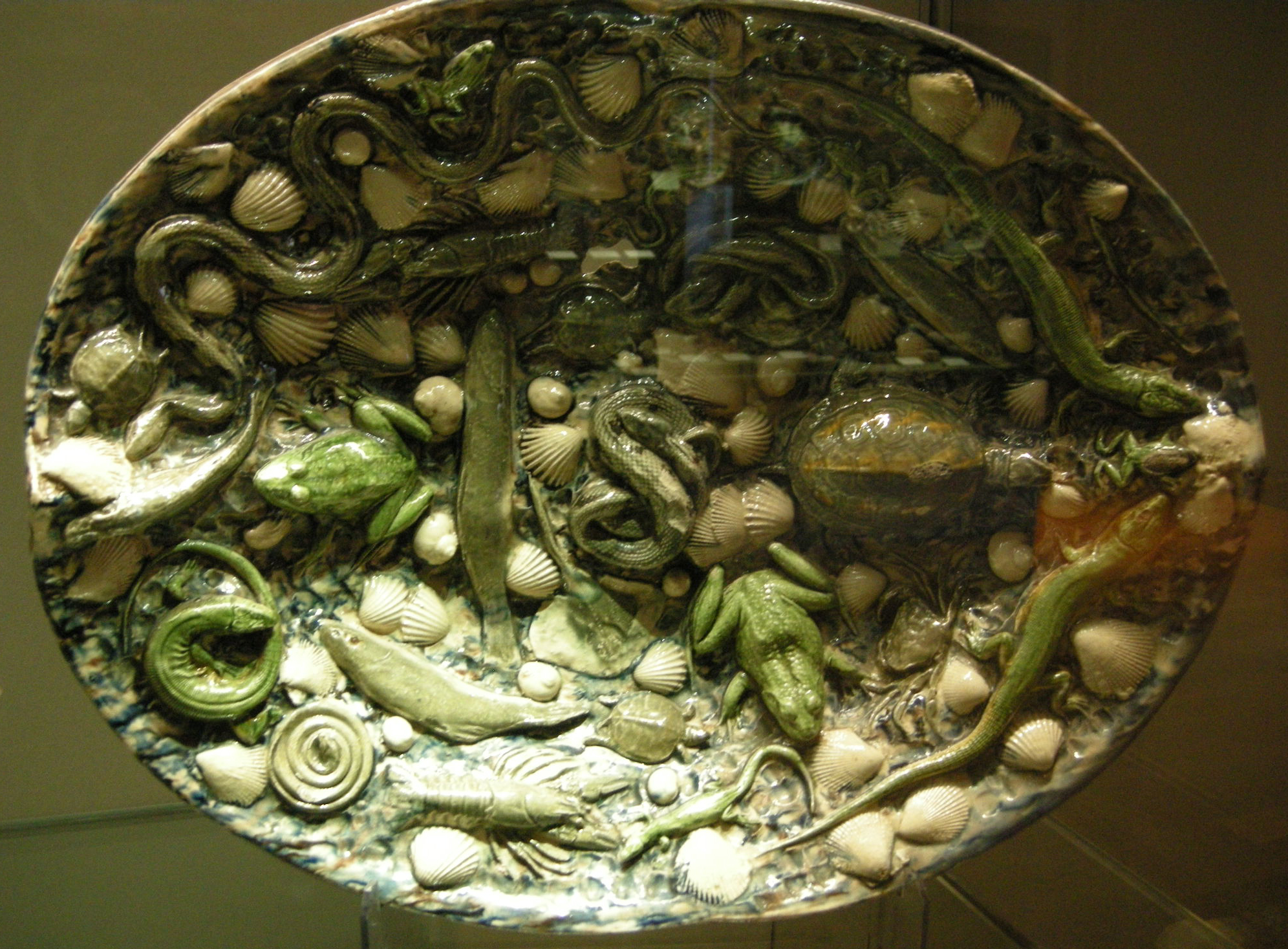
Plateau en faïence rustique émaillée attribué à Bernard Palissy, Paris.

Après le succès des tapisseries de Bruxelles tissées d’après les cartons de Raphaël, des peintres maniéristes comme Bernard van Orley et Perin del Vaga ont été appelés à concevoir des cartons dans le style maniériste pour les tapisseries des ateliers de Bruxelles et de Fontainebleau. Des compositions picturales dans le gout maniériste sont également apparus dans les émaux de Limoges. Des moresques, des festons et des guirlandes de fruits inspirés d’ornements grotesques retrouvés de la Rome antique, d’abord exposés dans les chambres de Raphaël, ont été diffusées par la gravure dans une nomenclature ornementale exprimée dans le Nord moins dans de telles fresques et plus dans les tapisseries et le rebord des enluminures.
En France, les formes et le décor maniéristes de la faïence de Saint-Porchaire ont été produites en quantités limitées pour une clientèle restreinte sensible à la mode à partir des années 1520 aux années 1540, tandis que les compositions surchargées, déconcertantes de réalisme avec leurs serpents et leurs crapauds caractérisent le maniérisme des plateaux de faïence peinte de Bernard Palissy. Comme les Jamnitzers, Palissy a réalisé, à l’occasion, des moulages de petites créatures et de plantes pour les appliquer à ses créations.

## Maniérisme du Nord, politique et religion

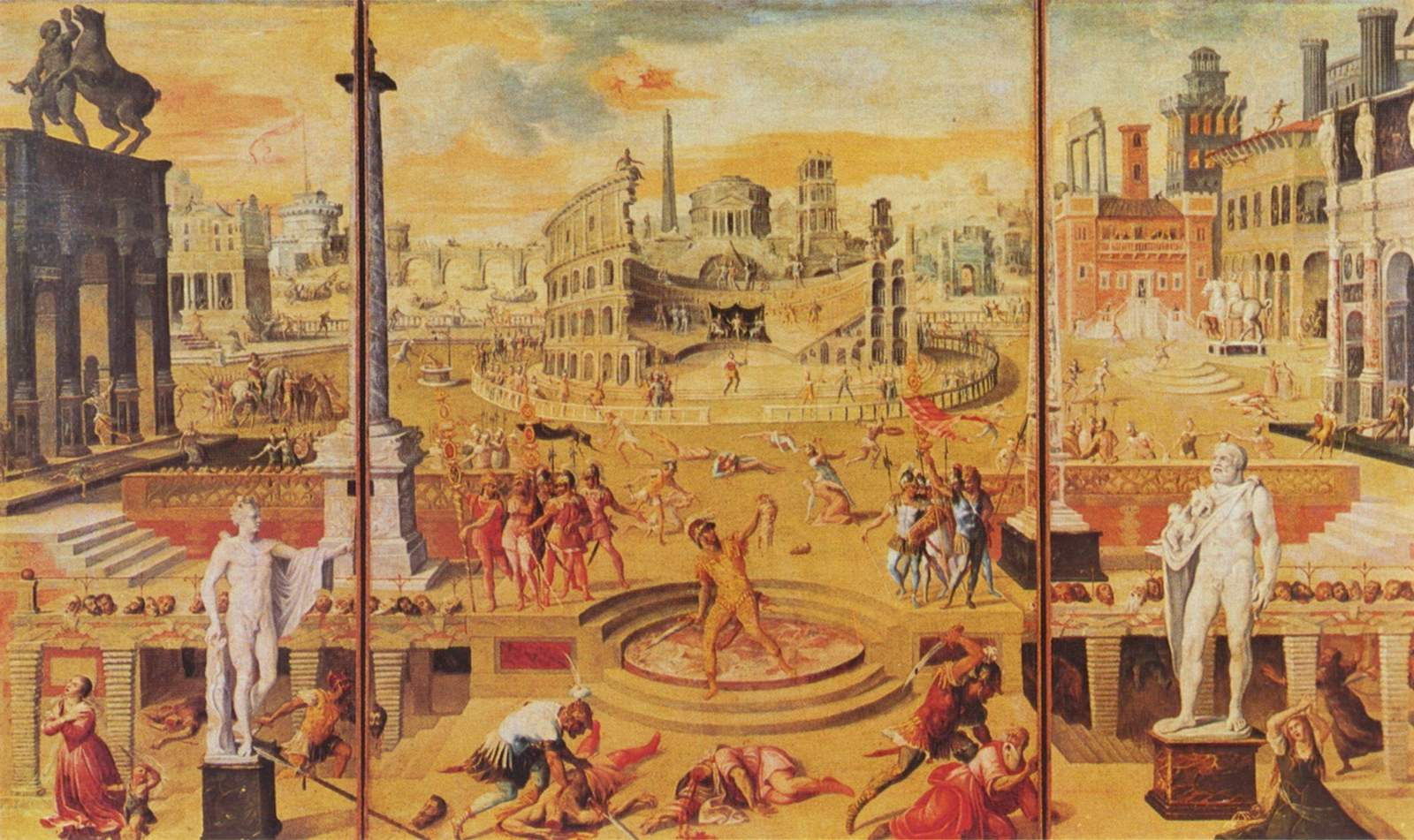
Les Massacres du Triumvirat (1566) d'Antoine Caron, musée du Louvre.

La relation entre le maniérisme, la religion et la politique est très complexe. Au XVIe siècle, des bouleversements massifs, comme la Réforme protestante, la Contre-Réforme, les guerres de religion et la révolte néerlandaise ont affecté l’Europe du Nord à l’époque où a culminé le maniérisme du Nord. Ce mouvement artistique a produit des œuvres religieuses mais, lorsqu’il l’a fait, il a minimisé ces sujets en les traitant généralement dans un esprit aussi bien contraire à celui de la tentative de la Contre-Réforme de contrôler l’art catholique qu’à celui de la conception protestante de la représentation religieuse.
Dans le cas du Prague de Rodolphe et de l’art français dans la seconde moitié du siècle, l’art maniériste laïque et mythologique semble avoir été en partie une tentative délibérée de produire un art qui séduise au-delà des divisions religieuses et politiques. Dans le même temps, le maniérisme à son apogée était généralement un style de cour souvent utilisé dans un but de propagande monarchique, et toute association avec des dirigeants impopulaires risquait de le discréditer. Alors que la tolérance de Rodolphe semble avoir évité cet écueil en Allemagne et en Bohême, les calvinistes, les patriotes français et les Pays-Bas avaient fini par associer, à la fin du siècle, le maniérisme avec leurs dirigeants catholiques impopulaires.

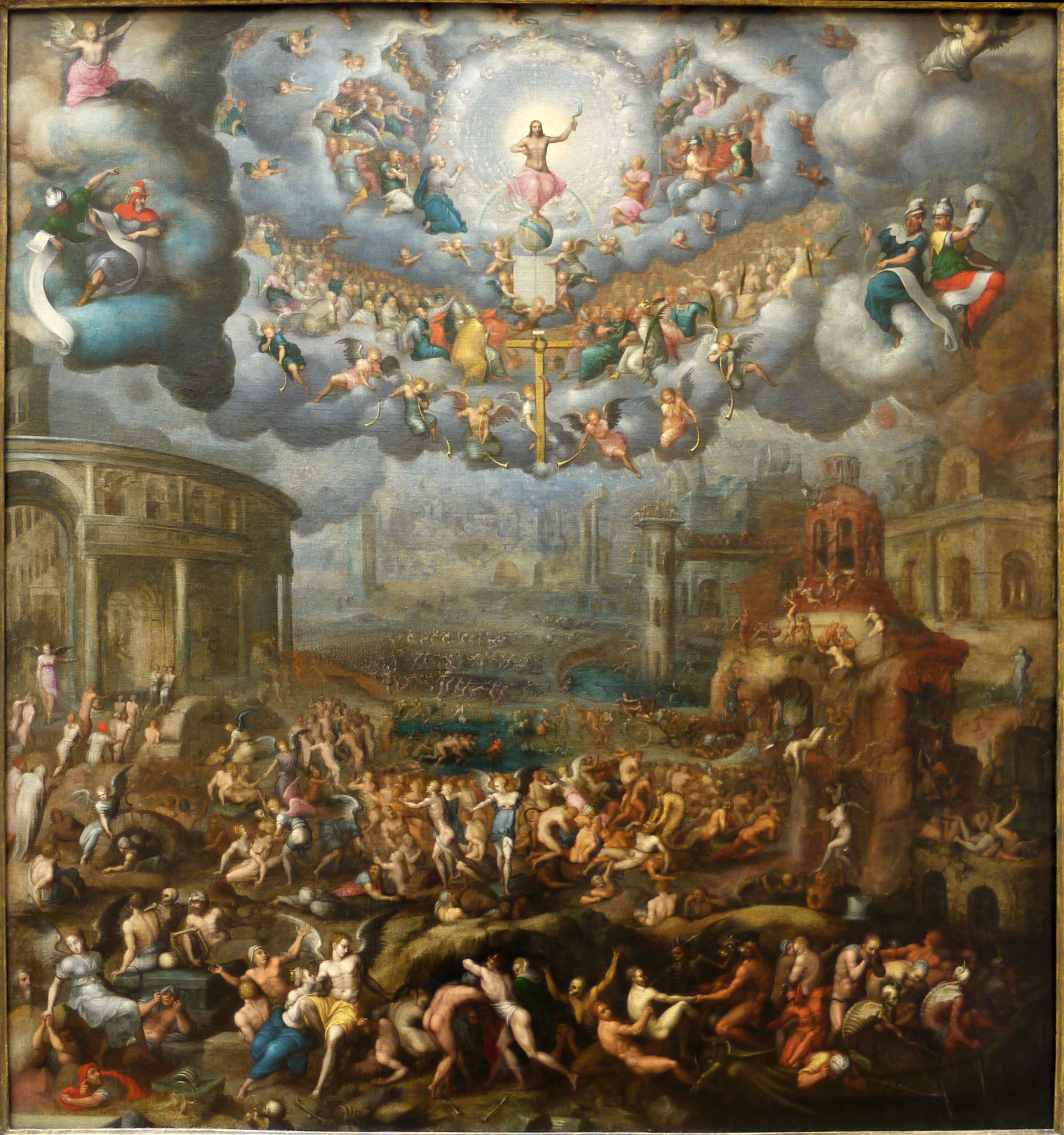
Le Jugement Dernier de Jean Cousin le Jeune, v. 1585, musée du Louvre.

Certaines œuvres maniéristes semblent refléter, mais sous les oripeaux de l’époque classique, la violence de leur époque. Un Antoine Caron s’est, par exemple, écarté des conventions en prenant le thème les massacres du Premier triumvirat (1562, Louvre) comme sujet, pendant les guerres de religion, alors que ces scènes, qui semblent préfigurer, avec six ans d’avance, celui de la Saint-Barthélemy de 1572, étaient un phénomène fréquent à son époque. Selon l’historien de l’art, Anthony Blunt, Caron a produit « ce qui est peut-être le plus pur type connu de maniérisme dans sa forme élégante, approprié pour une société aristocratique avenante mais névrosée ». Ses croquis pour les tapisseries des Valois, qui renvoient à l’histoire triomphaliste des tapisseries de Scipion conçues par Giulio Romano pour François Ier, sont un exercice de propagande en faveur de la monarchie des Valois, illustrant l’éclat de leur cour à un moment où celle-ci était menacée de destruction par la guerre civile. Le seul tableau survivant de Jean Cousin le Jeune, le Jugement dernier, est également un commentaire sur la guerre civile, qui trahit un « penchant typiquement maniériste pour la miniaturisation » : de minuscules êtres humains nus « gigotent sur la terre comme des vers », tandis que d’en haut, Dieu les juge ici-bas.

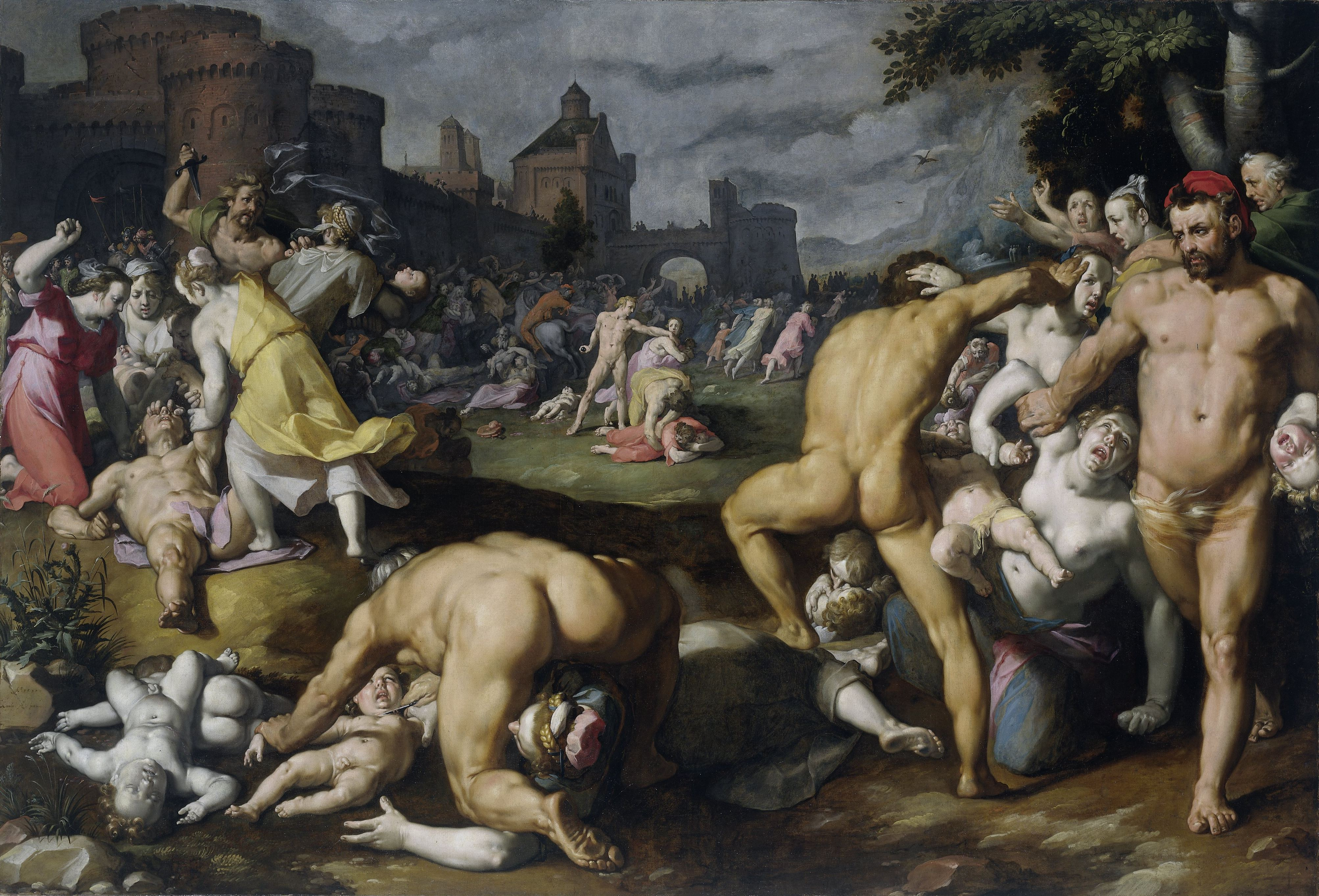
Le Massacre des Innocents de Cornelis van Haarlem, 1590, Rijksmuseum.

Plus baroque que maniériste, le Massacre des Innocents de Cornelis van Haarlem, implique peut-être les souvenirs d’enfance des meurtres, après le siège, de la garnison de Haarlem, où l’auteur il a vécu en 1572-3. Rodolphe, qui avait acquis une version nullement maniériste du même sujet, le Massacre des innocents de Bruegel l’Ancien, a fait recouvrir la plupart des enfants massacrés par des oies, des veaux, des fromages et autres dépouilles moins dérangeantes. En général, la peinture maniériste souligne la paix et l’harmonie, et choisit moins souvent les sujets de bataille que la Haute Renaissance ou le baroque.
La façon maniériste de plusieurs artistes d’illustrer un autre sujet popularisé par Brueghel le Jeune, Saint Jean prêchant dans le désert, a été d’en faire un paysage luxuriant alors que ce sujet rappelait aux protestants hollandais les années avant et pendant leur révolte où, pour suivre le culte, ils étaient obligés de se réunir à la campagne hors des villes contrôlées par les Espagnols.

## Artistes

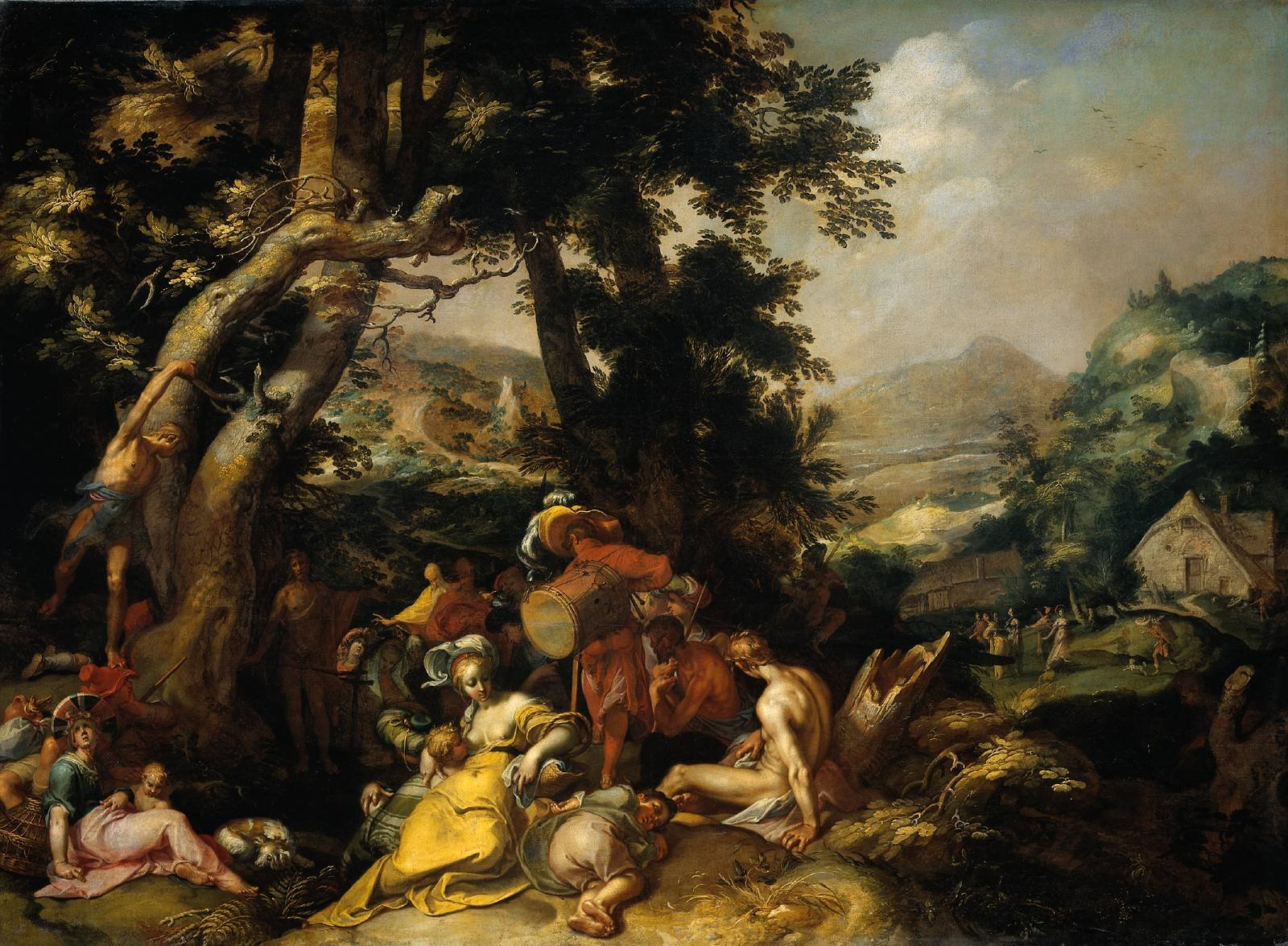
Paysage avec saint Jean prêchant dans le désert d’Abraham Bloemaert, v. 1600.

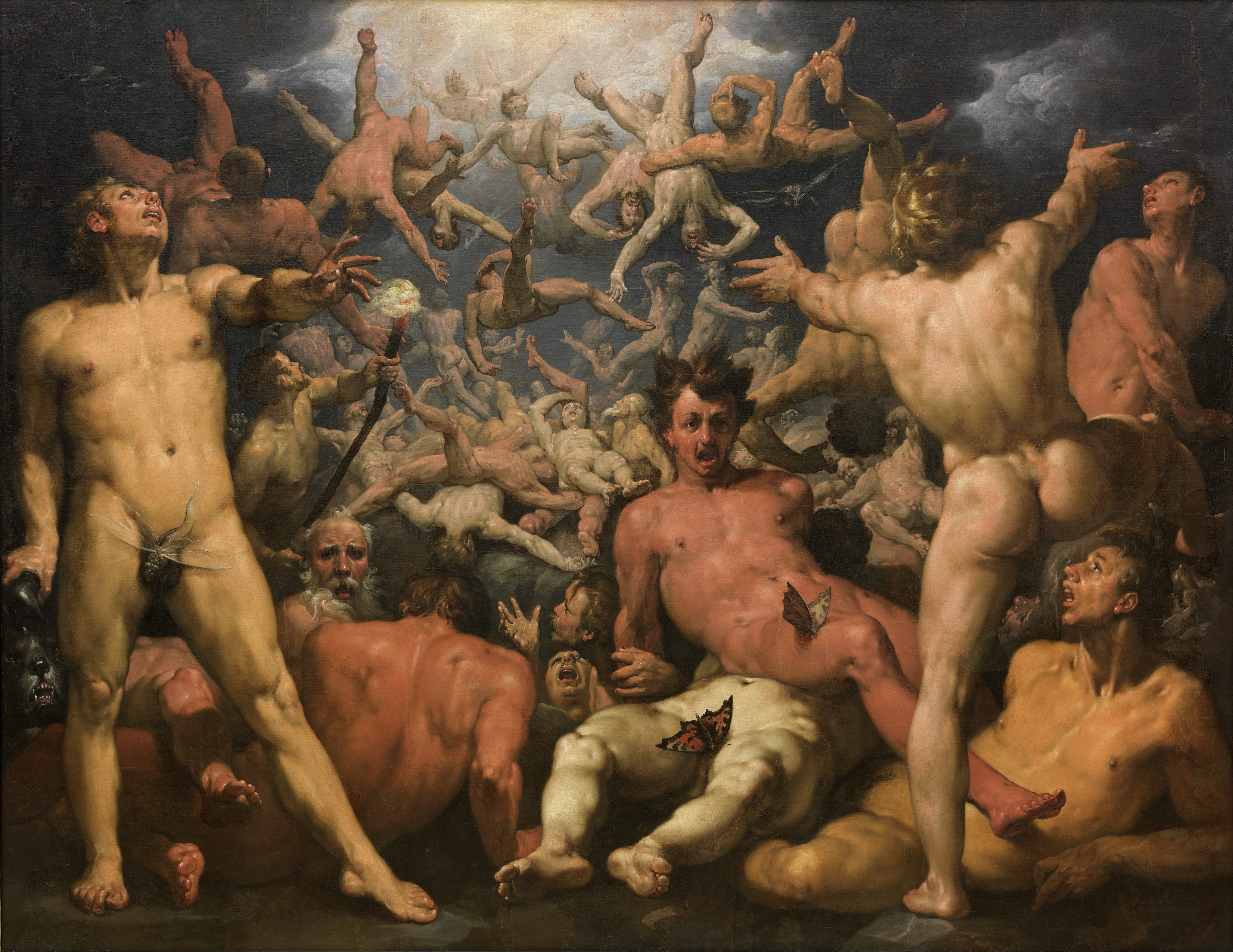
La Chute des Titans, Cornelis van Haarlem, 1588.

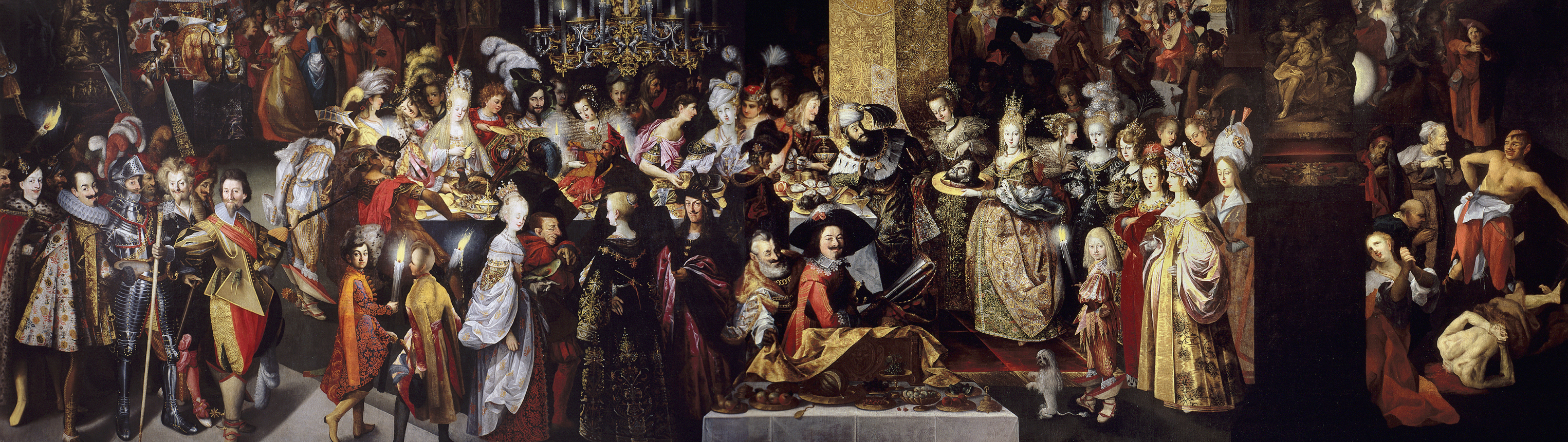
La Décollation de saint Jean-Baptiste et le Banquet d'Hérode, v. 1630, musée du Prado ; allégorie de la guerre de Trente Ans de près de 10 mètres de largeur par Bartholomeus Strobel.

Artistes français influencés par la première école de Fontainebleau :
Jean Cousin l'Ancien (1500-v. 1590) ;
Jean Goujon (v. 1510-après 1572) sculpteur et architecte ;
Juste de Juste (v. 1505-v. 1559), sculpteur et graveur ;
Antoine Caron (1521-1599), verrier, illustrateur et peintre.
Continuité de la tradition française :
Germain Pilon (v. 1537-1590), sculpteur ;
Famille Androuet du Cerceau, architectes : Jacques Ier, introducteur de l’ornement maniériste ;
Jean Cousin le Jeune (v. 1522-1595), peintre ;
Toussaint Dubreuil (v. 1561-1602), seconde école de Fontainebleau.
Commissionnés par Rodolphe II :
Giambologna (1529-1608), sculpteur flamand basé à Florence ;
Adrien de Vries (1556-1626), sculpteur flamand, élève de Giambologna, qui a travaillé à Prague ;
Bartholomeus Spranger (1546-1611), peintre flamand, peintre principal de Rodolphe ;
Hans von Aachen (1552-1615), peintre allemand, sujets et portraits pour Rodolphe ;
Joseph Heintz l'Ancien (1564-1609), élève suisse de Hans von Aachen ;
Paul van Vianen, orfèvre et artiste néerlandais ;
Egidius Sadeler, peintre et principalement graveur ;
Wenzel Jamnitzer (1507/8-1585), et son fils Hans II et petit-fils Christof, orfèvres allemands ;
Joris Hoefnagel, surtout pour les miniatures d’histoire naturelle ;
Roelandt Savery, paysages avec animaux et natures mortes.
Aux Pays-Bas :
Herri met de Bles (1510-1555/60), artiste paysagiste, avant les autres ;
Carel van Mander, surtout connu aujourd’hui comme biographe des artistes néerlandais ;
Hendrik Goltzius (1558-1617), principal graveur de la période, et ensuite peintre dans un style moins maniériste ;
Cornelis van Haarlem (1562-1651), peintre et dessinateur flamand ;
Hubert Gerhard (v. 1540/1550-1620), sculpteur néerlandais ;
Joachim Wtewael (1566-1638), graveur puis peintre ;
Jan Saenredam, principalement graveur ;
Jacques de Gheyn le jeune, principalement graveur ;
Abraham Bloemaert (1566-1651), peintre et graveur maniériste au début de sa carrière avant de passer au caravagisme ;
Hans Vredeman de Vries (1527-v. 1607), architecte, dessinateur d’ornements, qui a écrit sur les jardins.
Flamands :
Denis Calvaert (1540-1619), peintre, a travaillé principalement en Italie, dans un style largement italien, ainsi que :
Paul et Matthijs Bril (1550-1583), principalement peintres de paysages ;
Maarten de Vos (1532-1603), peintre de sujets religieux, allégoriques, historiques et de portraits, fondateur de la Confrérie des Romanistes ;
Otto van Veen (1556-1629), peintre maniériste et théoricien de l’art.
Autres :
Hans Rottenhammer (1564-1625) paysagiste munichois ayant passé plusieurs années en Italie ;
Wendel Dietterlin (v. 1550-1599), peintre allemand, surtout connu pour son ouvrage sur la décoration architecturale ;
Jacques Bellange (v. 1575-1616), peintre de la cour de Lorraine dont les œuvres ne subsistent qu’à travers des eaux-fortes ;
Bartholomeus Strobel (1591-v. 1550), peintre allemand de portraits, mais également de scènes religieuses, en Silésie puis en Pologne.